# Psyco
Psyco は Python 向けの特化コンパイラ/JIT コンパイラ であり Armin Rigo によって開発された。Psyco は I/O 依存のアプリケーションの速度をそれほど向上させることはないが、CPU 依存のアプリケーションの速度を著しく高速化させる。実際の高速化の幅は大きくアプリケーションに依存し、わずかに速度が低下する場合（きわめて稀だが）から 40 倍に高速すること（こちらも稀である）まで様々である。.
現在 Psyco は 32 ビットの Intel 互換のプロセッサで Linux、Mac OS X、Windows 上でのみ動作するが、
その機能は完成されているためそれ以上の開発は行われていない。より広い範囲を目標とする PyPy が Psyco の後継のプロジェクトである。